# Нген, Бернар
Бернар Нген (фр. Bernard Nguene; родился 4 августа 2006) — камерунский футболист, нападающий клуба «Ницца».

## Клубная карьера
Воспитанник камерунского клуба «Брассери», в сентябре 2024 года Бернар Нген присоединился к французской «Ницце». 15 декабря 2024 года впервые попал в заявку основной команды клуба на матч Лиги 1 против «Монпелье», однако на поле не появился. 17 января 2025 года дебютировал за «Ниццу», выйдя на замену в матче чемпионата Франции против «Лилля».